# Мамуша (община)
Община Мамуша (на сръбски: Општина Мамуша, на албански: Komuna e Mamushes) е община в Призренски окръг, Косово. Общата ѝ площ е 23.36 км2. Населението на общината през 2011 година е 5513 души, от тях 93,1 % - турци, 5,9 % - албанци, и 0,9 % - други народности. Неин административен център е град Мамуша, което е единственото населено място в общината.

## История
Община Мамуша е образувана съгласно Закона за административните граници на общините от 20 февруари 2008 година. Тя е единствената община с турско мнозинство в Косово.
1. ↑  askapi.rks-gov.net